# Râul Soar
Soar (/sɔr/) este un important afluent al râului Trent din regiunea East Midlands a Angliei, și principalul râu din Leicestershire. Izvoarele sunt la jumătatea distanței dintre Hinckley și Lutterworth. Râul curge spre nord prin Leicester, unde Grand Union Canal⁠(d) se varsă în el. Continuă prin Valea Soarului⁠(d) din Leicestershire, traversează Loughborough și Kegworth⁠(d) până ajunge la Trent, limita districtului. În secolul al XVIII-lea, Soarul a fost făcut navigabil, inițial între Loughborough și Trent, și apoi până la Leicester. Abia la începutul secolului al XIX-lea a fost legat prin Grand Union Canal de rețeaua navigală de la sud și de Londra.